# Fannia sociella
Fannia sociella là một loài ruồi trong họ Fanniidae.

## Hình ảnh

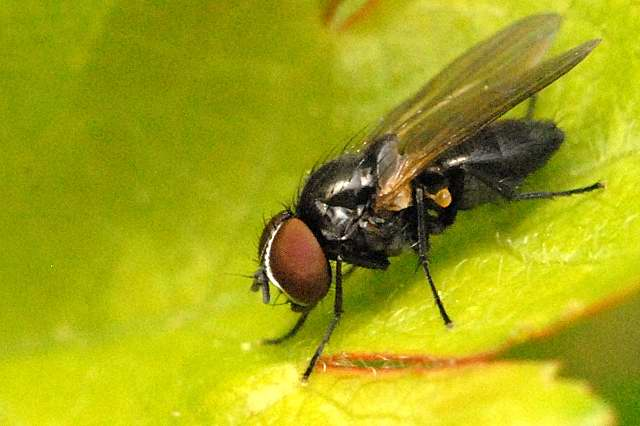
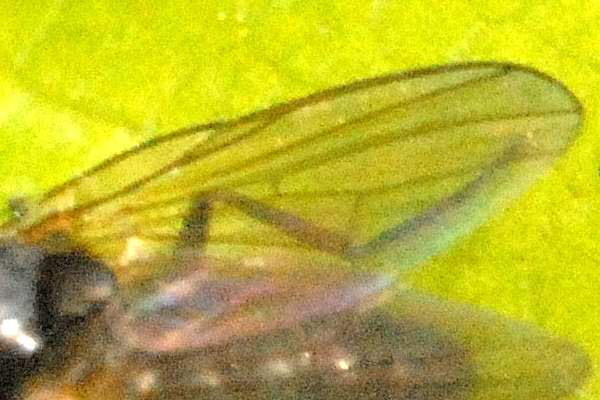